# Matatias Carp
 (juillet 2015).
Si vous disposez d'ouvrages ou d'articles de référence ou si vous connaissez des sites web de qualité traitant du thème abordé ici, merci de compléter l'article en donnant les références utiles à sa vérifiabilité et en les liant à la section « Notes et références ».
Matatias Carp (né le 16 avril 1904 à Bucarest, Roumanie, et mort le 3 juillet 1953 à Ramat Gan, Israël) est un avocat roumain, témoin de la Shoah en Roumanie. 

## Contexte
En Roumanie comme ailleurs en Europe et aux États-Unis à la même époque, l’antisémitisme se manifestait sous diverses formes dont une préférence donnée aux « citoyens de souche » (roumanophones, chrétiens et ayant servi dans l’armée roumaine durant la Première Guerre mondiale) au détriment des autres, mais des formes d’antifascisme et d’humanisme existaient aussi et pas seulement à gauche, car la dictature « carliste » était conservatrice et de droite mais n’en fit pas moins une guerre civile aux « légionnaires » fascistes et antisémites menés par Corneliu Zelea Codreanu qui finit emprisonné et exécuté comme beaucoup de ses fidèles. Dans ce contexte, beaucoup de Juifs étaient intégrés et le père de Matatias, Horia Carp, était une des grandes figures de la vie intellectuelle roumaine de l’entre-deux-guerres. Ainsi Matatias devient un avocat connu, doublé d’un virtuose du piano. C’est plus tard qu’il sera exclu du barreau en raison de ses origines, lorsque la Roumanie, obligée par les pressions de l’Allemagne nazie de céder la Transylvanie à la Hongrie, la Bucovine du Nord et la Bessarabie à l’URSS et la Dobroudja méridionale à la Bulgarie, est démembrée et que le mécontentement populaire force le roi Carol II à abdiquer, permettant, en septembre 1940, au maréchal Antonescu (auto-proclamé « Pétain roumain ») de s’emparer du pouvoir avec l’aide des « légionnaires ». Ce régime de type fasciste systématise les persécutions contre les Roms et les Juifs, s’allie à Hitler contre Staline, engage le pays dans la Seconde Guerre mondiale dans le camp de l’Axe et se livre, aux côtés des nazis, à des crimes antisémites.

## Œuvre
Matatias Carp décide alors de devenir l’archiviste des persécutions des Juifs en Roumanie. Sa position de président de l’Union des juifs roumains lui permet de bénéficier de nombreux contacts dans tout le pays, de collecter de nombreux rapports et photos envoyés par ses correspondants juifs victimes de persécutions ou de massacres, et par des humanistes et des « justes ». Il réussit aussi à soudoyer un officier allemand pour lui acheter des photos.
Matatias Carp consigne tout au fur et à mesure que les informations lui arrivent. Il a au ministère de l’intérieur un ami humaniste ce qui lui permet de se rendre au  ministère, le dimanche, pour y recopier les archives. Il travaille en collaboration avec sa femme. Dans l’immédiat après-guerre, Carp obtient, grâce à des amis juristes qui instruisent les procès de Bucarest intentés aux responsables du régime Antonescu pour crimes contre l’humanité, divers dossiers d’instruction. De tous ces documents, il tire une série de récits, publiée en trois volumes après la guerre entre 1946 et 1948 à Bucarest, sous le titre Cartea Neagră (le « Livre noir »). Le nombre d’exemplaires est modeste, car l’État communiste stalinien mis en place le 6 mars 1945, bien qu’antifasciste, combattait ce qu’il cataloguait comme du « nationalisme bourgeois » ou du « cosmopolitisme » et se méfiait du sionisme, dès avant la proclamation de l’État d’Israël : avoir été persécuté comme prolétaire ou communiste était conforme à l’idéologie officielle, mais l’avoir été en raison de sa religion, de son ethnie, rappelait trop les persécutions des communistes eux-mêmes contre les religions et contre certains peuples.
D’autres auteurs partagent le point de vue nationaliste de la Garde de fer en écrivant : « le livre est mis très vite à l’index par le parti communiste car il révèle l'antisémitisme profond du peuple roumain », une manière de présenter les choses que Neagu Djuvara analyse ainsi : « La position descriptive de Carp et Mircu est cathartique, car elle suscite l’horreur chez les jeunes générations, et les incite à prendre des moyens pour que cela ne recommence pas, tandis que la thèse de l’« antisémitisme comme partie intégrante de l’identité roumaine » est génératrice de nouvelles formes de xénophobie, car le jeune lecteur se trouve accusé et culpabilisé d’être antisémite par le seul fait d’être né roumain, ce qui ne l’incite pas à ressentir de l’empathie pour les victimes, et peut le pousser à adhérer aux fantasmes des bourreaux ».
Carp n’adopte justement pas un point de vue nationaliste, mais socio-politique : il n’écrit pas « les Roumains » mais « le fascisme roumain » et décrit toute la tragédie sans jamais accuser un peuple ou un pays entier d’en être collectivement coupable par son identité même : au contraire, il analyse les crimes comme rendus possibles par l’effondrement de l’État de droit et de la démocratie parlementaire (à partir de 1937), délitement qui a déchaîné les forces les plus bestiales du genre humain. Carp écrit : « La Roumanie n’a abrité sur son sol ni chambre à gaz ni fours crématoires, et elle n’a pas non plus procédé à l’exploitation industrielle des dents, des cheveux ou de la graisse des victimes. Ayant adopté des méthodes de tueries « classiques », pratiquées depuis la nuit des temps, le fascisme roumain s’est cependant singularisé dans l’extermination des Juifs par un certain nombre de techniques originales : des hommes battus à mort ou asphyxiés dans des wagons plombés, d’autres vendus au beau milieu des colonnes des marches de la mort pour être tués et leurs vêtements vendus au plus offrant ; d’autres littéralement coupés en morceaux et dont le sang servait à graisser les roues des charrettes ».
Malgré son point de vue réaliste et exempt de tout nationalisme, Matatias Carp est marginalisé par l’État communiste et émigre en 1952 en Israël où il meurt l’année suivante. Le livre, traduit et édité en France pour la première fois en 2009, reste, avec Marius Mircu, Raoul Rubsel, Carol Iancu, Radu Ioanid ou Matthieu Boisdron, l’une des principales sources d’information sur le sort des 756 930 Juifs roumains de 1938, dont 369 000 avaient encore la nationalité roumaine en 1940, et dont 47% soit 356 237 apparaissent au recensement de 1951. L’extermination par le régime Antonescu de plus de 265 000 Juifs roumains et soviétiques est le bilan de la Shoah mise en œuvre par le fascisme en Roumanie : cela représente une moyenne de 240 victimes par jour (juillet 1941-août 1944) et c’est le plus lourd bilan après la « Solution finale » des nazis.